# Туа-Вьян
Туа́-Вьян (фр. Toy-Viam, окс. Autoire Viam) — коммуна во Франции, находится в регионе Лимузен. Департамент — Коррез. Входит в состав кантона Бюжа. Округ коммуны — Юссель.
Код INSEE коммуны — 19268.
Коммуна расположена приблизительно в 360 км к югу от Парижа, в 60 км юго-восточнее Лиможа, в 45 км к северу от Тюля.

## Население
Население коммуны на 2008 год составляло 31 человек.
| 1962 | 1968 | 1975 | 1982 | 1990 | 1999 | 2008 |
| ---- | ---- | ---- | ---- | ---- | ---- | ---- |
| 41   | 66   | 69   | 56   | 56   | 28   | 31   |

## Экономика
В 2007 году среди 15 человек в трудоспособном возрасте (15-64 лет) 7 были экономически активными, 8 — неактивными (показатель активности — 46,7 %, в 1999 году было 46,7 %). Из 7 активных работали 7 человек (5 мужчин и 2 женщины), безработных не было. Среди 8 неактивных 0 человек были учениками или студентами, 5 — пенсионерами, 3 были неактивными по другим причинам.